# Sen, którego nigdy nie miałem
Sen, którego nigdy nie miałem – album studyjny Kubiego Producenta, który został wydany 6 grudnia 2024 nakładem własnym za pośrednictwem Sony Music Entertainment Poland. Za produkcję całego albumu odpowiada Kubi Producent. Album zadebiutował na 2. miejscu polskiej listy sprzedaży – OLiS oraz 31 grudnia 2024 uzyskał status platynowej płyty.
Wydanie było promowane sześcioma singlami: „Więcej życia”, „Woda księżycowa”, „Mroczna komnata”, „Pusty pokój, ale płyty diamentowe”, „Zoë Kravitz” oraz „Szlug prawdy”.

## Lista utworów
Opracowano na podstawie materiałów źródłowych.
1. „Pusty pokój, ale płyty diamentowe” – 3:07
2. „Szlug prawdy” – 2:36
3. „Zoë Kravitz” – 2:52
4. „Efekt motyla” – 3:13
5. „Nie patrz mi w oczy”[a] – 3:09
6. „Katakumby”[a] – 2:54
7. „7 metrów pod ziemią” – 3:53
8. „Metropolia”[a] – 2:23
9. „Squot”[a] – 2:52
10. „Nie potrzebuję otwierać torby”[a] – 3:05
11. „Upadłe anioły” – 3:49
12. „Biorę życie takie jakim jest”[a] – 2:49
13. „Kubi47”[a] – 213
14. „Więcej życia” – 3:07
15. „Mroczna komnata” – 3:08
16. „2:02” – 3:11
17. „Woda księżycowa” – 3:11
18. „Gdy serce przestaje bić”[a] – 3:39

## Certyfikaty i sprzedaż
| Kraj          | Certyfikat      | Sprzedaż | Data przyznania |
| ------------- | --------------- | -------- | --------------- |
| Polska (ZPAV) | platynowa płyta | 30 000+  | 31 grudnia 2024 |

## Notowania

### Pozycje na listach tygodniowych
| Kraj   | Lista                    | Pozycja |
| ------ | ------------------------ | ------- |
| Polska | OLiS – albumy            | 2       |
| Polska | OLiS – albumy w streamie | 1       |

## Wyróżnienia
| Rok  | Ceremonia       | Kategoria               | Wynik     | Źr.    |
| ---- | --------------- | ----------------------- | --------- | ------ |
| 2025 | Popkillery 2025 | Newschoolowy album roku | Nominacja | [ 14 ] |